# Diakoniewerk Neumünster

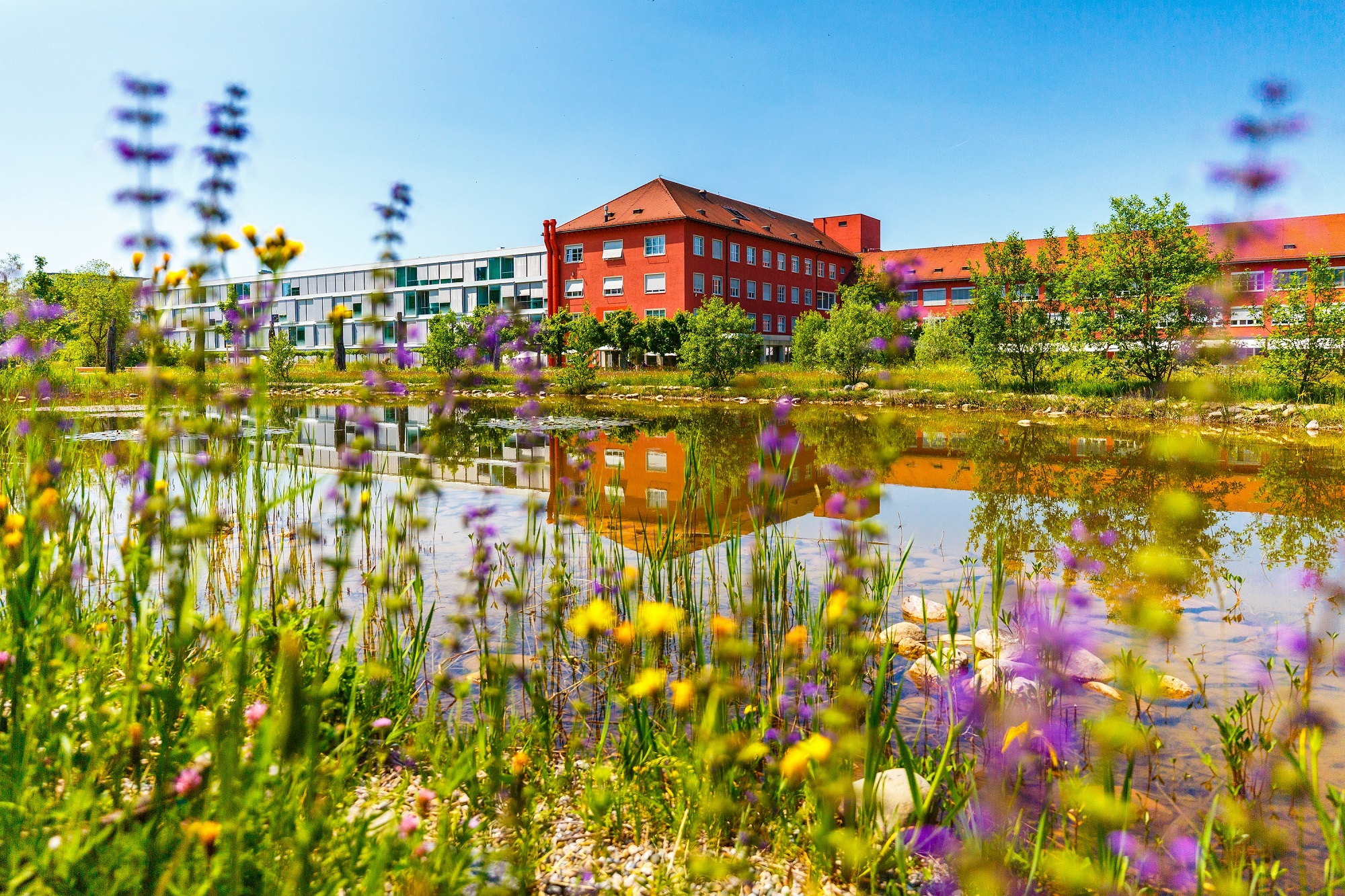
Blick auf das Spital Zollikerberg aus dem Park der Stiftung Diakoniewerk Neumünster – Schweizerische Pflegerinnenschule.

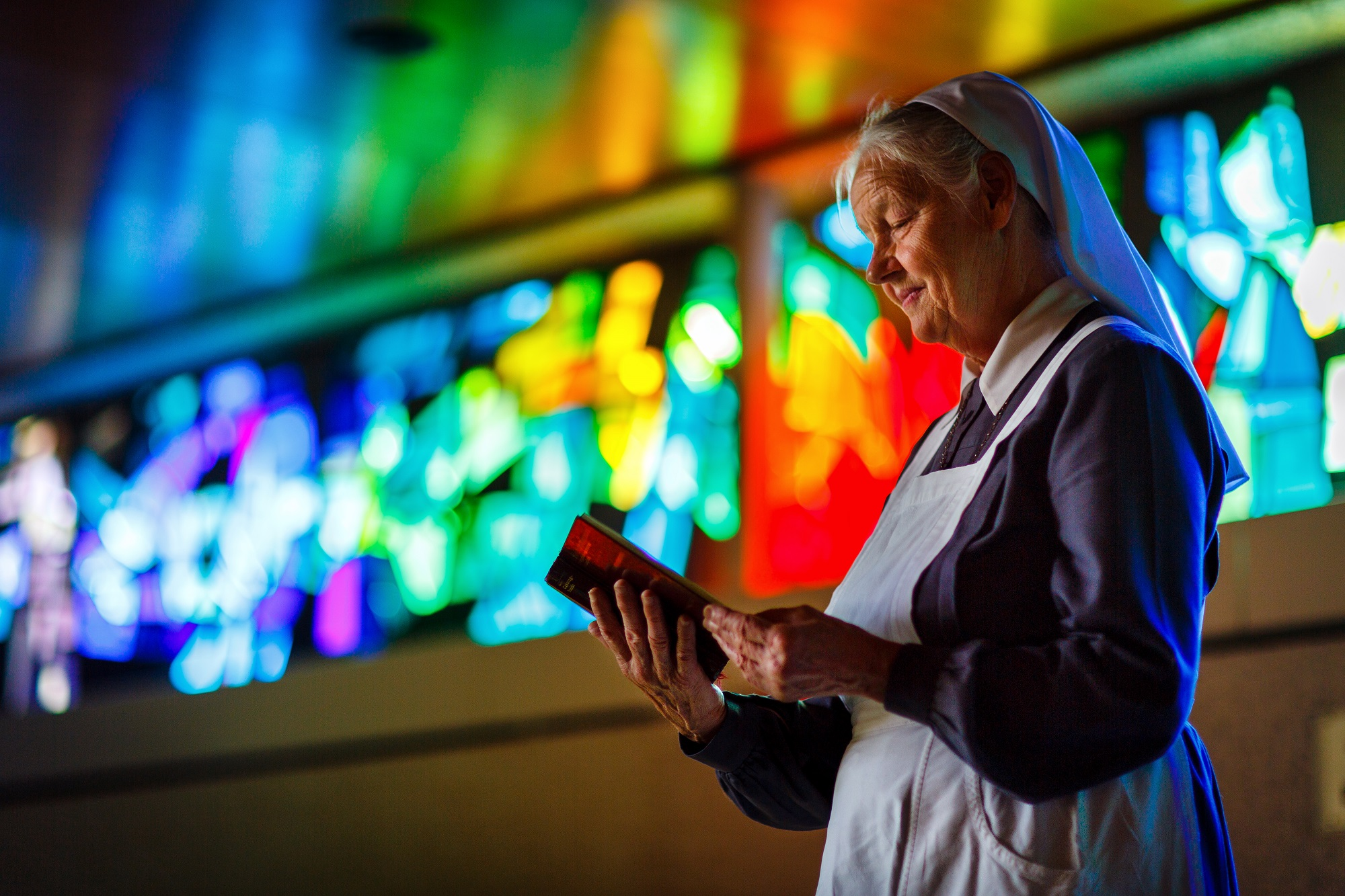
Eine Neumünster-Diakonisse in der Kirche auf dem Areal der Stiftung Diakoniewerk Neumünster – Schweizerische Pflegerinnenschule.

Die Stiftung Diakoniewerk Neumünster – Schweizerische Pflegerinnenschule ist ein Unternehmen im Gesundheits- und Sozialwesen mit Sitz in Zollikerberg, Kanton Zürich. Neben weiteren Betrieben wird das Spital Zollikerberg von der Stiftung Diakoniewerk Neumünster – Schweizerischen Pflegerinnenschule als privates Krankenhaus mit öffentlichem Leistungsauftrag betrieben. Stiftungsdirektorin ist Dr. Regine Strittmatter.

## Geschichte

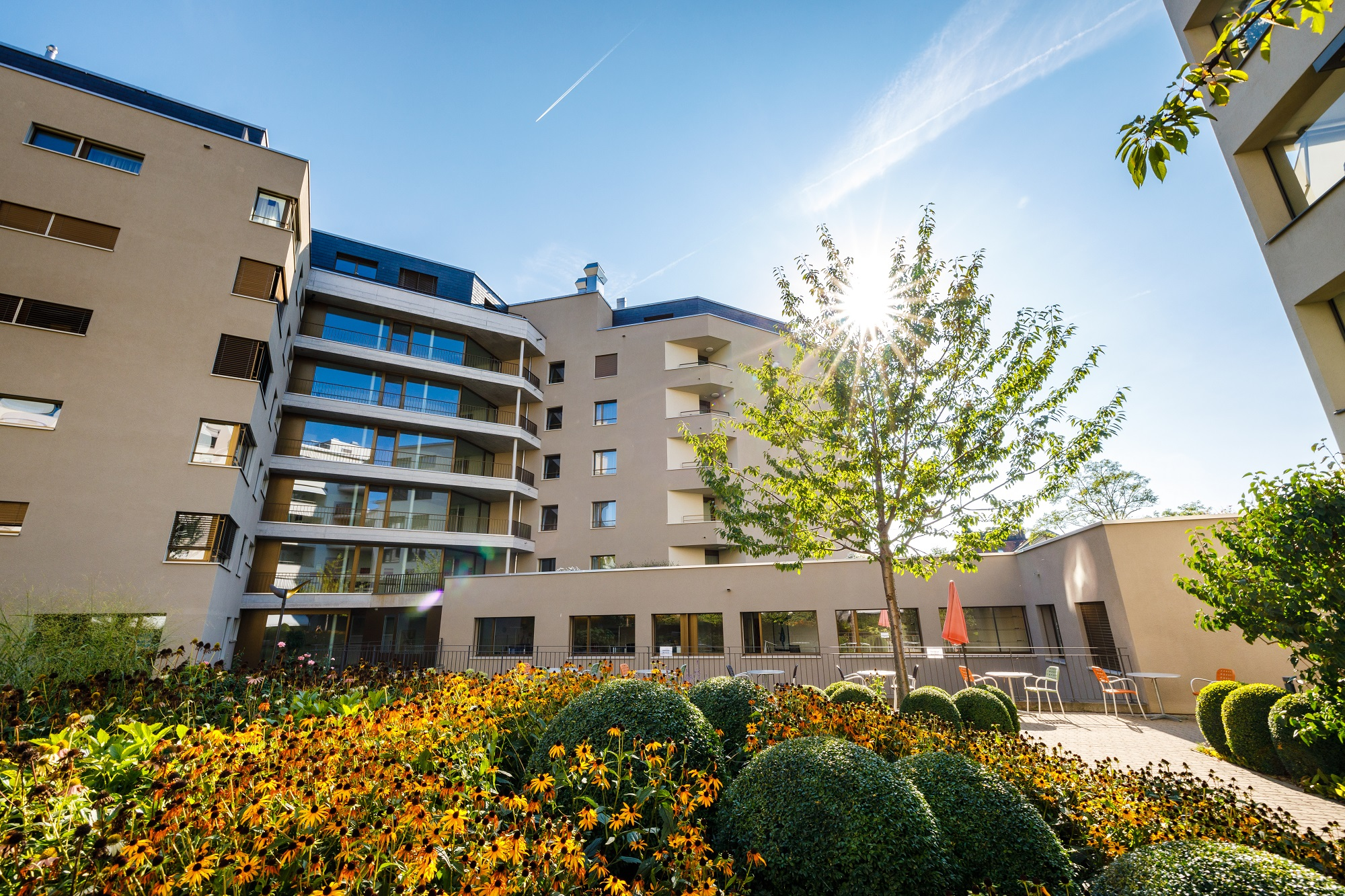
Das Alterszentrum Hottingen in Zürich bietet Platz für 150 Mieterinnen und Mieter.

Die Stiftung hat zwei Wurzeln. Die erste liegt im 19. Jahrhundert: Die Evangelische Gesellschaft des Kantons Zürich eröffnete 1858 beim Hegibachplatz in Zürich die «Kranken- und Diakonissenanstalt Neumünster», deren erster Präsident Johann Jakob Füssli war. Die Anstalt wurde 1931 in eine Stiftung überführt. 1933 zog das Neumünster-Spital aus Platzgründen in einen Neubau auf dem Zollikerberg in der Gemeinde Zollikon.
Die zweite Wurzel stammt vom Schweizerischen Gemeinnützigen Frauenverein (SGF). Er gründete 1899 die «Stiftung Schweizerische Pflegerinnenschule mit Frauenspital, Zürich». Die Gründung ist ein Stück Frauengeschichte. Anna Heer und Marie Heim-Vögtlin, die ersten Schweizer Ärztinnen, die an der Universität Zürich ihr Medizinstudium abgeschlossen hatten, engagierten sich für die Gründung der Pflegerinnenschule, die am 30. März 1901 an der Carmenstrasse in Zürich eröffnet wurde. Sowohl die Pflegerinnenschule als auch die Diakonissen bildeten in ihren Häusern Krankenpflegerinnen aus, was vielen Frauen eine Berufstätigkeit ermöglichte – für damalige Verhältnisse keine Selbstverständlichkeit.
Per 1. Januar 1998 fusionierten die beiden traditionsreichen Stiftungen unter dem heutigen Namen «Stiftung Diakoniewerk Neumünster – Schweizerische Pflegerinnenschule». Nachdem der Zürcher Regierungsrat 2004 die Konzentration der Berufsbildung im Gesundheitswesen auf zwei Zentren beschlossen hatte, kam es 2005 zur Gründung des Careum Bildungszentrums Zürich mit den Partnern Kalaidos, Diakoniewerk Neumünster und Eleonorenstiftung. 2007 schlossen die letzten Pflegefachleute ihre Ausbildung an der «Berufsschule für Pflege – Neumünster» ab.

## Stiftungszwecke
Die Stiftung hat zum Zweck, im Bereich des Gesundheits- und Sozialwesens gemeinnützig tätig zu sein. Oberstes Anliegen ist das Wohl und die Respektierung der Würde jedes der Stiftung anvertrauten Menschen. Sie engagiert sich dabei vor allem in diesen vier Bereichen:
- Sie erbringt akutmedizinische und pflegerische Dienstleistungen durch den Betrieb eines Spitals.
- Sie unterhält Angebote für das Wohnen, die Begleitung und die Langzeitpflege älterer Menschen.
- Sie engagiert sich in der Aus- und Weiterbildung, vor allem im pflegerischen Bereich. Dazu gehört auch die Entwicklung zeitgemässer Formen von Spiritualität.
- Sie verpflichtet sich, für die Diakonissen des Mutterhauses in gesunden, kranken und alten Tagen zu sorgen. Sie sichert das Leben der Diakonissen-Schwesternschaft in materieller und geistlicher Hinsicht und unterstützt deren Entwicklung.

## Stiftungsbetriebe

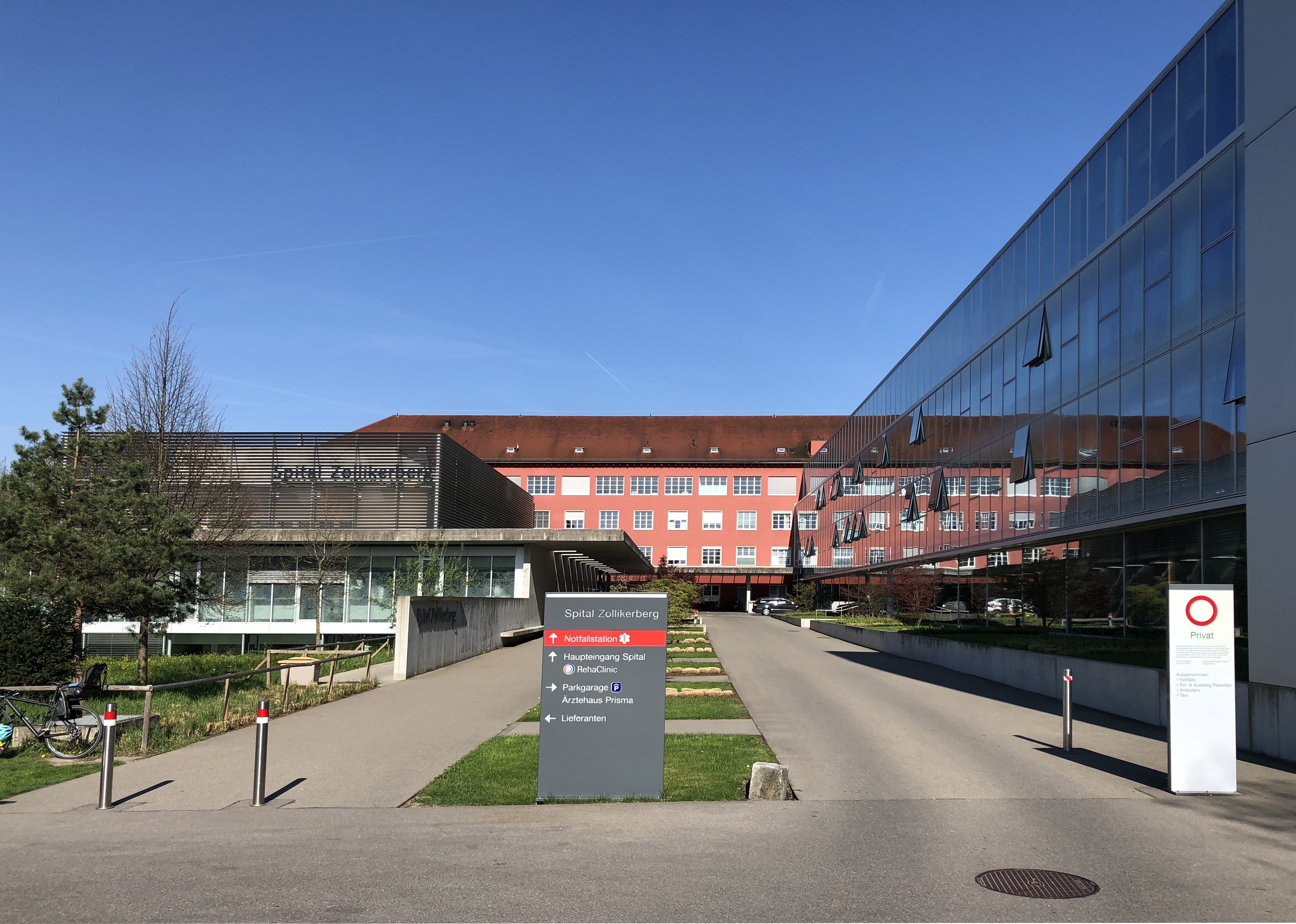
Spital Zollikerberg

Die Stiftungszwecke werden heute durch folgende Betriebe umgesetzt:
- Spital Zollikerberg: Als privates Akutspital mit öffentlichem Leistungsauftrag und rund 170 Betten trägt das Spital Zollikerberg zur medizinischen Versorgung im Grossraum Zürich bei. Jährlich werden mehr als 10'000 stationäre und ca. 60'000 ambulante Patientinnen und Patienten behandelt. Mit über 2000 Neugeborenen im Jahr ist das Spital Zollikerberg eine der beliebtesten Geburtskliniken in der Schweiz.
- Alterszentrum Hottingen: Das Alterszentrum Hottingen liegt an zentraler Lage in Zürich und bietet ca. 150 Mieterinnen und Mietern ein modernes Servicewohnen im Alter an. Ebenso gehören das Restaurant Oase und Seminarräume dazu. Insgesamt wirken mehr als 50 Mitarbeitende in den Bereichen Gastronomie, Pflege, Hauswirtschaft, Technischer Dienst und Administration mit.
- Residenz Neumünster Park: Die Residenz Neumünster Park in Zollikerberg umfasst das Wohn- und Pflegehaus Magnolia mit über 60 Einzelzimmern, eine Tagesgruppe für Menschen mit Demenz, die Spitex Neumünster Park, das Facility Management, die Gärtnerei sowie über 80 Alterswohnungen. Sie ist auch zuständig für die Pflege der Diakonissen.
- Institut Neumünster: Das Institut Neumünster für Bildung, Forschung und Entwicklung arbeitet interdisziplinär an aktuellen Fragen im Forschungsgebiet Alter(n). Es engagiert sich für Lebensqualität im (hohen) Alter, indem es mit und für die älteren Menschen arbeitet und aktuelle und zukünftige gesellschaftliche Chancen und Herausforderungen berücksichtigt.

Dazu kommen die Diakonissen-Schwesternschaft Neumünster sowie die Bereiche Gastronomie & Räume Zollikerberg und eine Gärtnerei.